# 別宮賞
別宮賞（べっくしょう）は、作曲家別宮貞雄個人によって、日本の現代音楽の作曲家に与えられる作曲賞である。

## 概要
別宮は、戦後前衛音楽の一大地であったパリで学びながらも古典的傾向をもつ作曲家で、十二音音楽や無調といった20世紀音楽には批判的であり独自の道をゆく作曲家であった。別宮賞は従来の現代音楽偏重の作曲コンクールに懐疑的であった別宮が、自ら作品の評価を行うものであった。2012年1月に別宮が逝去したため、終了した。

## 受賞作品一覧
- 2000年（第1回)
  - 松尾祐孝[1] 胡琴協奏曲[2]
- 2001年（第2回）
  - 尾高惇忠[3] オルガンとオーケストラのための“幻想曲”[4]
- 2002年（第3回）
  - 西村朗[5][6] ヴァイオリン協奏曲第二番「秘密〜マニの光」[7]
- 2003年（第4回）
  - 新実徳英[8] ソプラノとオーケストラのための「アニマ・ソニート」[9]
- 2004年（第5回）
  - 小鍛冶邦隆[10]
- 2005年（第6回）
  - 田中カレン[11]
- 2006年（第7回）
  - 糀場富美子[12] 『未風化の七つの横顔〜ピアノとオーケストラのために』[13]